# Teleiopsis
Teleiopsis ist eine Gattung von Schmetterlingen (Nachtfalter) aus der Familie der Palpenmotten (Gelechiidae).

## Merkmale
Bei den Arten der Gattung Teleiopsis handelt es sich um mittelgroße bis große Falter innerhalb der Familie der Palpenmotten. Sie besitzen schlanke bis ziemlich schlanke Labialpalpen. Die Fühler sind schlicht, bei den Männchen einiger Arten sind sie kurz bewimpert. Die Vorderflügel sind meist ziemlich schmal bis breit, bei einigen Arten sind sie mit Büscheln abstehender Schuppen versehen. Die Hinterflügel sind breit und haben einen leicht ausgebuchtete Außenrand vor der gedrungenen Flügelspitze.
Männliche Genitalien: Die letzten Abdominalsegmente tragen markante Schuppenbüschel. Auf dem achten Tergit befinden sich zwei Paare langer ausstülpbarer Pheromontaschen (Coremata), die hinteren Coremata sitzen an den Laterallappen des Tergits. Der Uncus ist lang und schmal, der Gnathos ist schwach ausgebildet, zungenartig und gelegentlich zu einem Paar basaler Arme reduziert. Die Valven sind fingerförmig und schlank, sie reichen nicht bis zur Spitze des Uncus. Der Sacculus ist in seiner Form variabel, der Saccus ist reduziert. Der Aedeagus ist lang und schmal und besitzt keine Cornuti. Der Ductus ejakulatoris hat eine lange gewundene, sklerotisierte Platte.
Weibliche Genitalien: Das Segment VII hat fest anhaftende Schuppen. Die sehr langen hinteren Apophysenanhänge können etwa 66 bis 100 Prozent der Abdomenlänge erreichen. Das achte Segment ist schwach sklerotisiert. Die
vorderen Apophysenanhänge sind stäbchenförmig und etwa zwei- bis dreimal so lang wie das achte Segment. Das Antrum ist groß, gut entwickelt, trichter- oder röhrenförmig und mit den membranösen Erweiterungen des achten Sternits verbunden. Die Begattungstasche (Ductus bursae) ist schmal und gut vom Corpus bursae differenziert. Das Signum ist diamant- bis kreuzförmig.

## Vorkommen
Die Vertreter der Gattung Teleiopsis sind mit einer Ausnahme holarktisch verbreitet, wobei sich das Evolutionszentrum im Mittelmeerraum befindet. Eine Art (Teleiopsis baldiana, Barnes & Busck, 1920) besiedelt die Nearktis.

## Lebensweise
Die in Europa beheimateten Vertreter der Gattung Teleiopsis leben an verschiedenen Arten von Knöterichgewächsen (Polygonaceae) und Sumachgewächsen (Anacardiaceae). Die Larven leben entweder zwischen zusammengesponnenen Blättern oder in röhrenförmigen Gespinsten. Die ersten Larvalstadien einiger Arten leben als Minierer in Blättern.

## Systematik
In Europa wurden die folgenden Arten nachgewiesen:
- Teleiopsis albifemorella (E. Hofmann, 1867)
- Teleiopsis bagriotella (Duponchel, 1840)
- Teleiopsis diffinis (Haworth, 1828)
- Teleiopsis latisacculus Pitkin, 1988
- Teleiopsis lunariella (Walsingham, 1908)
- Teleiopsis rosalbella (Fologne, 1862)
- Teleiopsis terebinthinella (Herrich-Schäffer, 1856)

In Nordamerika ist eine Art beheimatet:
- Teleiopsis baldiana, (Barnes & Busck, 1920)[2]